# Lorena Handschin
Lorena Handschin (* 3. April 1996 in Basel) ist eine Schweizer Schauspielerin.

## Leben

### Ausbildung
Lorena Handschin wuchs in Basel auf, wo sie nach der Primarschule Sevogel und der Orientierungsschule Gellert das Gymnasium Leonhard mit Schwerpunkt Musik besuchte. 2011/12 war sie für ein Austauschjahr in Dänemark. An der Musikakademie Basel erhielt sie Cello- und Klavierunterricht. Nach der Matura 2014 sammelte sie in der Spielzeit 2014/15 am Jungen Theater Basel unter der Regie von Suna Gürler und Daniel Wahl in Strom und Camp Cäsar erste Bühnenerfahrung. 2015 begann sie ein Schauspielstudium an der Hochschule für Musik und Darstellende Kunst Stuttgart, das sie 2019 abschloss.
Während ihres Studiums spielte sie in der Saison 2017/18 am Wilhelma-Theater und am Jungen Ensemble Stuttgart (JES) in Bis zum letzten Tanz die Rolle der Luisa sowie am Staatstheater Stuttgart in der Bühnenfassung von Schöne neue Welt die Rolle der Lenina. 2017/18 erhielt sie den Studien- und Förderpreis des Migros-Kulturprozent.

### Theater
Im Februar 2019 feierte sie als Lila in einer Bühnenfassung von Meine geniale Freundin von Elena Ferrante am Nationaltheater Mannheim Premiere. Seit der Spielzeit 2019/20 ist sie festes Ensemblemitglied am Deutschen Theater Berlin, wo sie unter anderem in der Bühnenfassung von Tschick, in Transit als Marie, in Wolken.Heim. von Elfriede Jelinek, in jedermann (stirbt) von Ferdinand Schmalz sowie in zu unseren füßen, das gold, aus dem boden verschwunden von Svealena Kutschke als Kim auf der Bühne stand.
Im Oktober 2020 feierte sie mit Peter Handkes Zdenek Adamec – Eine Szene am Deutschen Theater Berlin Premiere. Im Jui 2021 debütierte sie bei den Bregenzer Festspielen in Michael Kohlhaas mit Max Simonischek in der Titelrolle. Im September 2021 stand sie in der Uraufführung von Woyzeck Interrupted von Amir Reza Koohestani und Mahin Sadri am Deutschen Theater an der Seite von Enno Trebs als Marie auf der Bühne. In Anne Lenks Inszenierung von Kleists Der zerbrochne Krug spielte sie ebendort Ende 2021 die Rolle der Gerichtsrätin Walter. Im Dezember 2023 verkörperte sie am Deutschen Theater Berlin in Die Katze auf dem heißen Blechdach von Tennessee Williams unter der Regie von Anne Lenk die Rolle der Margaret.

### Film und Fernsehen
Anfang 2020 wurde sie auf den Solothurner Filmtagen mit dem Prix Swissperform, dem früheren Schweizer Fernsehfilmpreis, als beste Hauptdarstellerin für Nr. 47 ausgezeichnet. Handschin verkörperte in der 4. Staffel der SRF-Serie die Rolle der Pflegefachfrau Sophie Roth.

## Filmografie (Auswahl)
- 2020: Nr. 47 (Fernsehserie)
- 2021: Nie zu spät (Fernsehfilm)
- 2024: Hôtel Silence (Regie: Léa Pool)

## Auszeichnungen
- 2017: Förderbeitrag Armin-Ziegler-Stiftung[2]
- 2017: Studienpreis Migros-Kulturprozent[2]
- 2018: Studienpreis und Förderpreisträgerin des Migros-Kulturprozent[2]
- 2020: Prix Swissperform als beste Hauptdarstellerin für Nr. 47[17]